# Marie-Claire Decroix
Marie-Claire Decroix (1 september 1948) is een voormalige Belgische atlete, die gespecialiseerd was in de middellange afstand en het veldlopen. Ze veroverde in drie verschillende onderdelen drie Belgische titels.

## Loopbaan
Decroix behaalde in 1967 een eerste Belgische titel op de 800 m. Ze was in 1969 de eerste Belgische kampioene op de 1500 m en in 1970 in het veldlopen.
Decroix verbeterde in 1969 het Belgisch record op de 1500 m van Francine Peyskens tot 4.34,9. Later dat jaar verbeterde ze dit record naar 4.34,7.

### Clubs
Decroix was aangesloten bij ASV Oudenaarde.

## Belgische kampioenschappen
| Onderdeel | Jaar |
| --------- | ---- |
| 800 m     | 1967 |
| 1500 m    | 1969 |
| veldlopen | 1970 |

## Persoonlijke records
| Onderdeel | Prestatie      | Datum            | Plaats  |
| --------- | -------------- | ---------------- | ------- |
| 800 m     | 2.12,1         |                  |         |
| 1500 m    | 4.34,7 (ex-NR) | 30 augustus 1975 | Waregem |

## Palmares

### 800 m
- 1967:  BK AC - 2.17,2

### 1500 m
- 1969:  BK AC - 4.48,1

### veldlopen
- 1970:  BK AC
- 1970: 21e Landencross in Vichy